# BLUE (Marca de Micròfons)

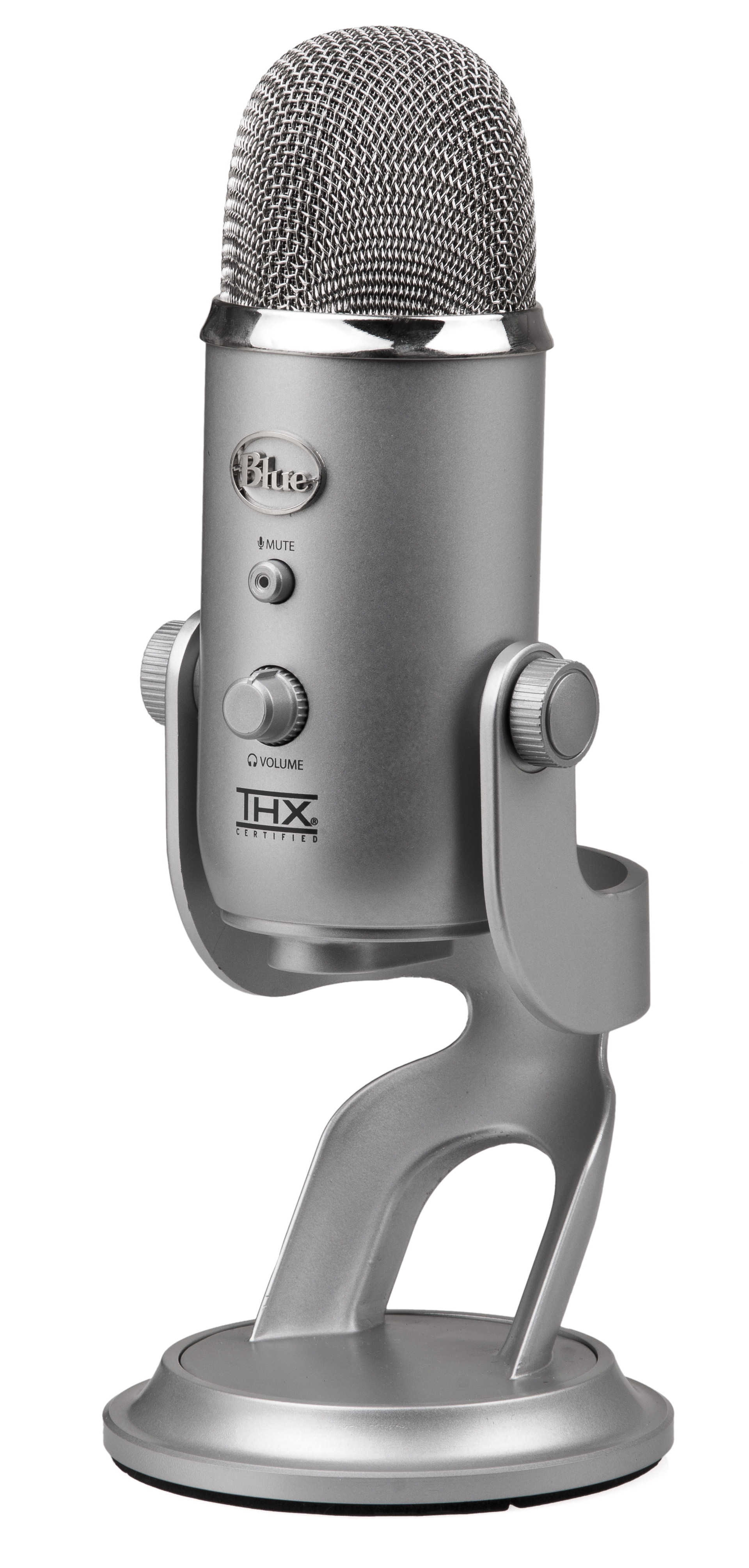
Un micròfon USB Yeti

Blue Microphones (legalment Baltic Latvian Universal Electronics, LLC) és una empresa de producció d'àudio nord-americana propietat de Logitech que dissenya i produeix micròfons, auriculars, eines d'enregistrament, processadors de senyal i accessoris musicals per a professionals de l'àudio, músics i consumidors.

## Història
BLUE Microphones va ser fundada l'any 1995 pel músic nord-americà Skipper Wise i l'enginyer de gravació letó Mārtiņš Saulespurēns. El nom de l'empresa és un backrònim de Baltic Latvian Universal Electronics. L'empresa es va iniciar a Letònia, amb el desenvolupament dels primers prototips allà, i ara té la seu a Westlake Village, Califòrnia, Estats Units.
La primera creació de BLUE Microphones va ser la "bottle", un micròfon XLR d'estudi versàtil que inclou càpsules intercanviables seleccionades per aïllar signatures sonores per a qualsevol aplicació que es va fer servir àmpliament entre els músics de gravació professionals. El concepte d'això va sorgir de la filla de Skipper, Jessica, una aspirant a cantant als 12 anys, va suggerir a Skipper que creés un micròfon per enviar enregistraments d'àudio a través d'Internet. La perspectiva de BLUE Microphones era col·laborar amb altres aspirants a creatius en línia, sinònim de les necessitats del món de consum de tecnologia en desenvolupament als anys 90. Amb un impuls d'Apple Inc., la companyia de Westlake Village va crear un micròfon de condensador de baix cost anomenat Snowball per utilitzar-lo amb el programari d'enregistrament de música, GarageBand. Aquest micròfon es va fer popular entre els aspirants a músics professionals i els aficionats dedicats com a alternativa a llogar temps en un estudi de gravació.

El primer micròfon BLUE es va crear l'any 1995 a Riga, Letònia.

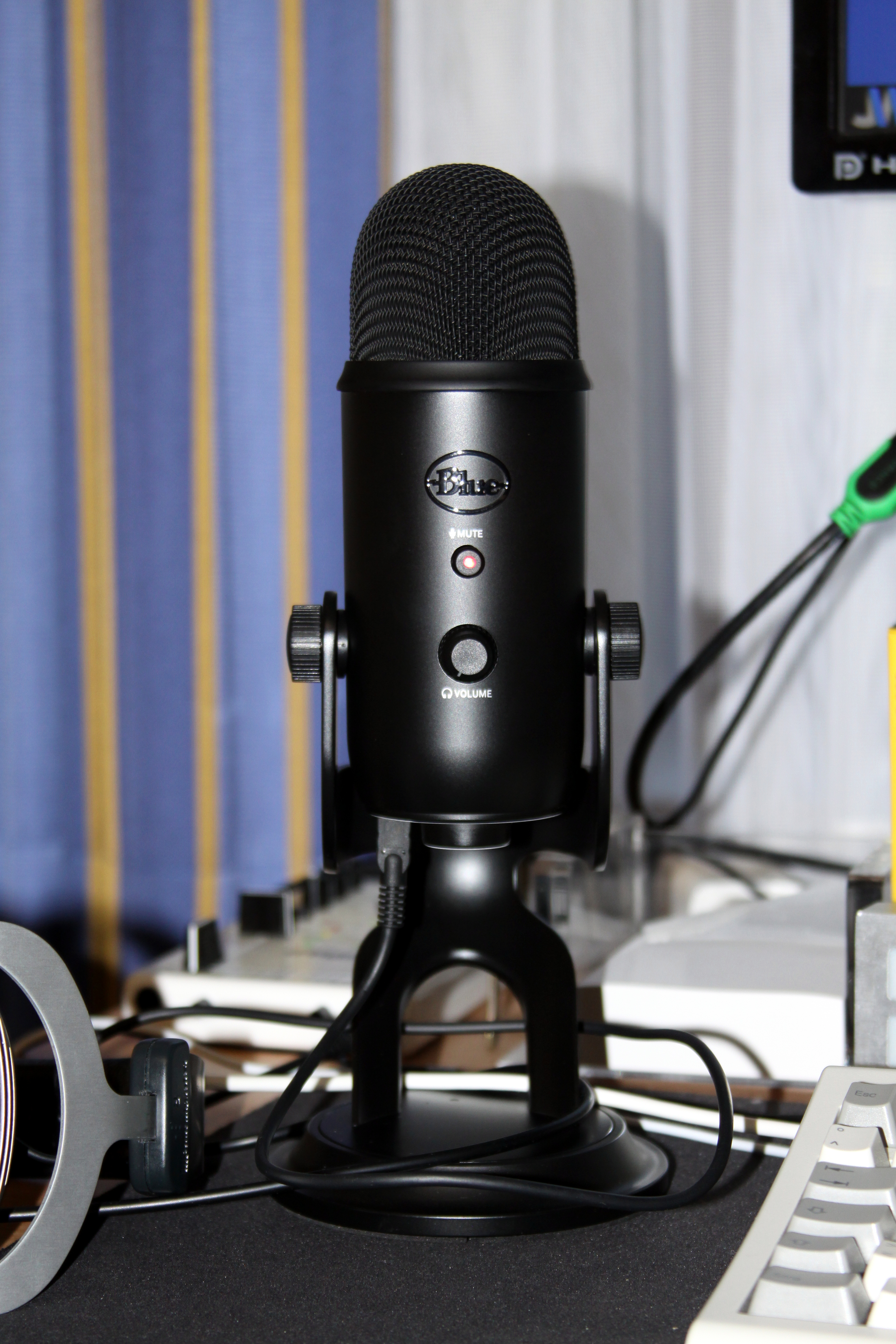
Yeti color negre
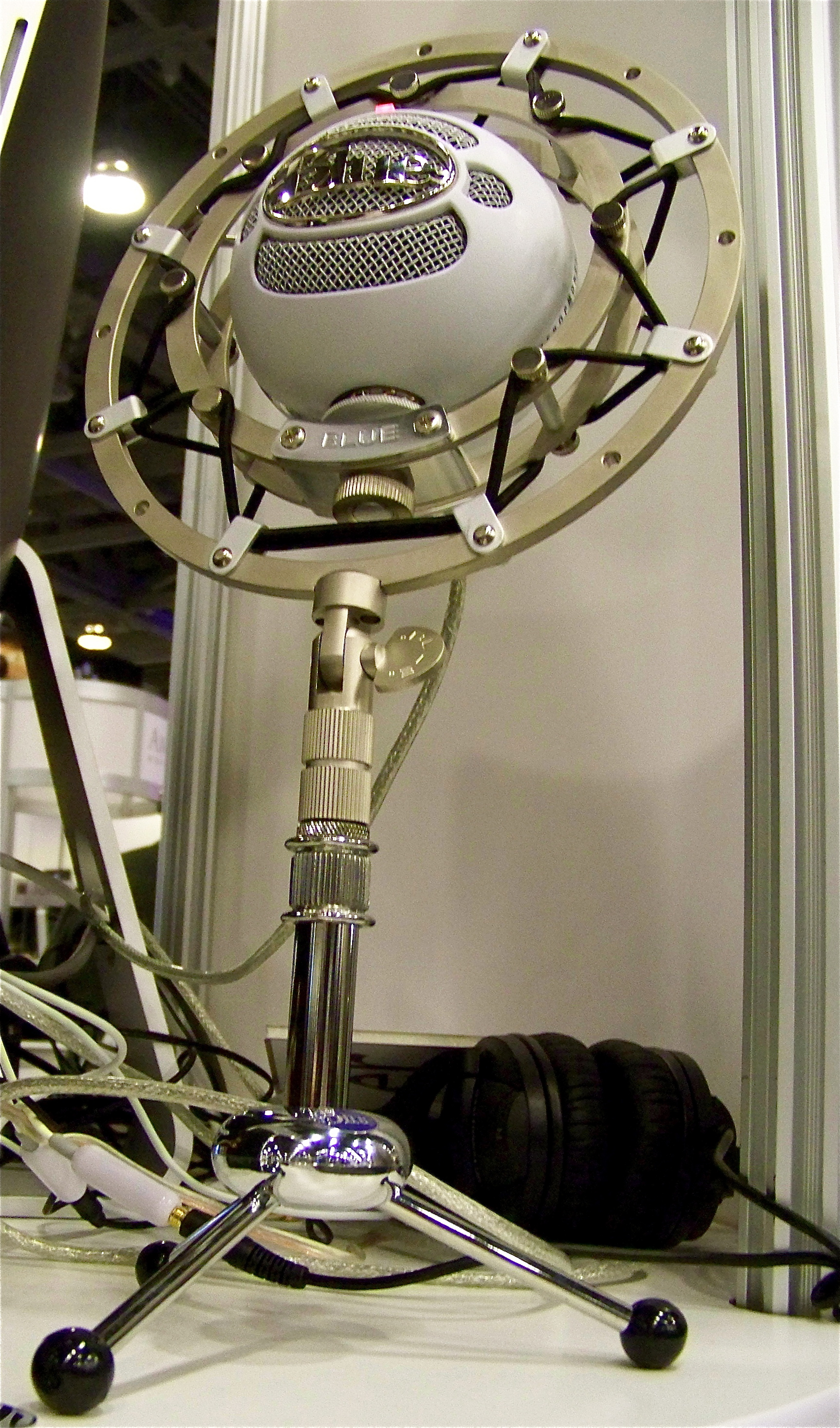
Micròfon estil Bola de neu
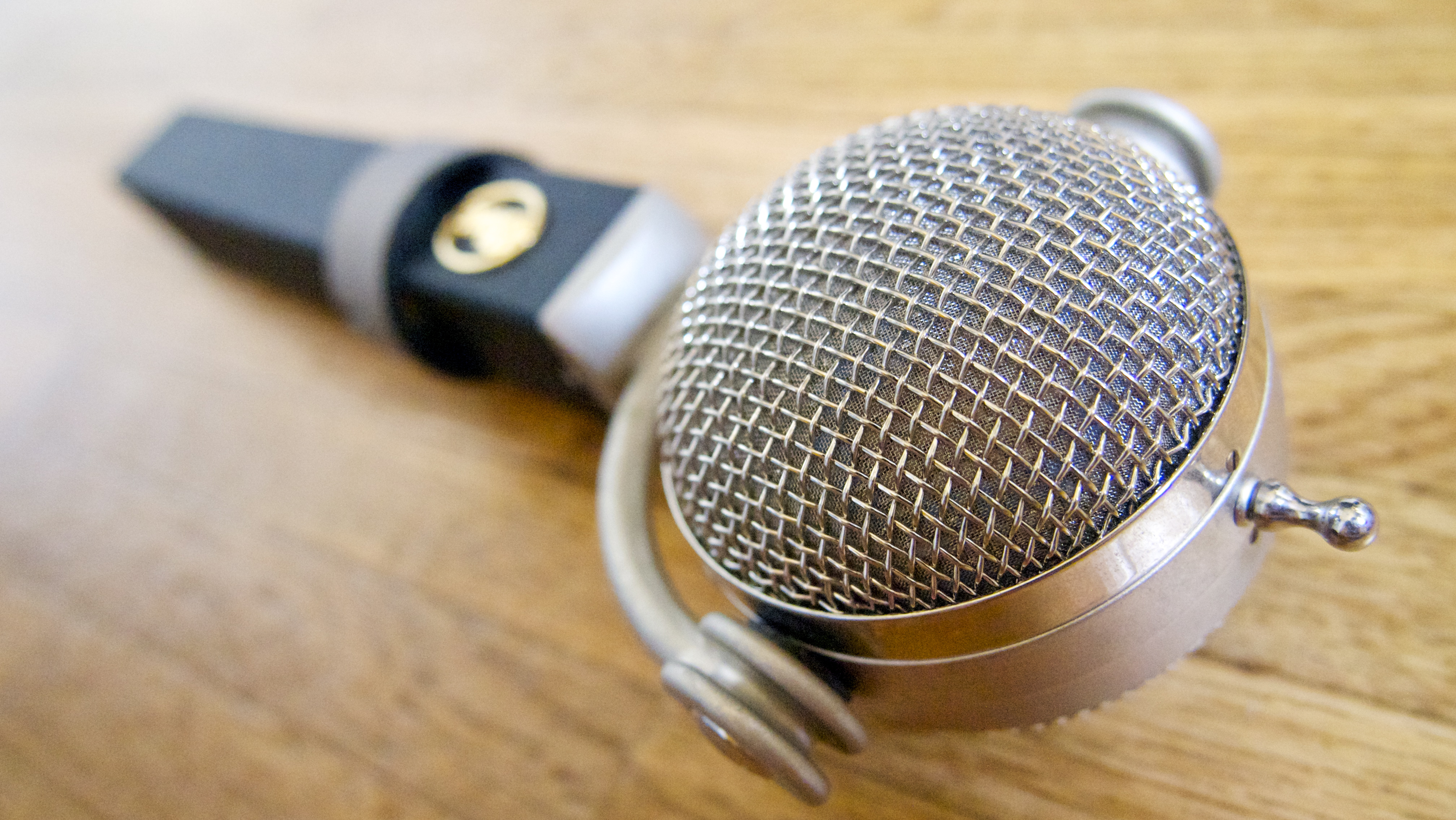
Micròfon estil Libélula

## Premis
- Electronic Musician 2000 Editor's Choice Micròfon de l'any - Micròfon de condensador Blueberry[2]
- RetailVision 2009 Millor perifèric de maquinari - Mikey i Eyeball 2.0[4]
- BeatWeek (anteriorment iProng) Best in Show 2009, 2010[5]
- Blue Yeti X va ser guardonat per a la innovació el 2020 pel CES (Consumer Technology Association)[6]